# Wechselblatt-Wasserpest
Die Wechselblatt-Wasserpest (Lagarosiphon major, auch Große Wasserpest oder Afrikanische Wasserpest) ist eine Pflanzenart aus der Gattung Lagarosiphon innerhalb der Familie Froschbissgewächse (Hydrocharitaceae). Diese Wasserpflanze stammt aus dem südlichen Afrika. Sie wird als Süßwasseraquariumpflanze verwendet.
Sie ist in einigen Gebieten der Welt ein Neophyt. Aufgrund ihrer invasiven Natur wurde sie in die Liste invasiver gebietsfremder Arten von unionsweiter Bedeutung der Europäischen Union aufgenommen. Ihr Verkauf ist in allen europäischen Ländern verboten.

## Beschreibung und Ökologie

### Vegetative Merkmale
Lagarosiphon major ist eine ausdauernde krautige Pflanze. Diese Wasserpflanze wächst untergetaucht (submers). Sie ist im Gewässergrund mit einem Rhizom, an dem sich unverzweigte Wurzeln seitlich von Knoten (Adventivwurzeln) bilden, verankert. Der Stängel weist einen Durchmesser von 3 Millimetern und eine maximale Länge von etwa 5 Metern auf; er ist durch eingeschlossene Gasblasen (Lakunen) steif aufrecht wachsend.
Die sitzenden, ungestielten Laubblätter sind wechselständig, gelegentlich auch teilweise quirlständig. Sie sind im unteren Sprossabschnitt locker verteilt und verdichten sich zur Sprossspitze hin. Die weiche aber stabile, nicht durchscheinende Blattspreite ist einer Länge von 6,5 bis 25 Millimetern sowie einer Breite von 2 bis 4,4 Millimetern linealisch mit ist meist stumpfem, selten zugespitzten oberen Ende und ist abstehend bis etwas zurückgebogen. Der Blattrand ist durch mehrere Reihen sklerenchymatischer Fasern durchscheinend (hyalin) und sehr fein gezähnt, jederseits mit etwa 50 bis 100 Zähnchen. Die Mittelrippe der Blattspreite ist auf der Unterseite vorstehend.

### Generative Merkmale
Lagarosiphon major ist zweihäusig getrenntgeschlechtig (diözisch), männliche und weibliche Blüten sitzen also auf verschiedenen Individuen. Eingeschleppte Populationen bestehen nur aus Pflanzen eines Geschlechts, können sich also nur vegetativ fortpflanzen (abgerissene Sprossteile können sich bewurzeln und so neue Pflanzenklone begründen). Die männlichen Blütenstände sind von einer Hochblatthülle (Spatha) umgeben, die beiden Hochblätter sind bei einer Länge von 3 bis 5 Millimetern eiförmig. Der Blütenstand enthält zahlreiche (bis zu 50) relativ kleine Blüten, die nacheinander aufblühen, die Blütenknospen lösen sich ab und steigen vor dem Aufblühen zur Wasseroberfläche auf. Dort segeln die aufgeblühten Blüten, vom Wind getrieben, bis sie mit Glück auf eine weibliche Blüte treffen, sie besitzen dazu ein „Segel“ aus sterilen Staubblättern (Staminodien). Die Blütenhülle (Perianth) ist rosafarben, sie besteht aus drei etwa 1,25 Millimeter langen Kelchblättern und drei etwa 1 Millimeter langen Kronblättern. Die Spatha der seitenständigen weiblichen Blütenstände besteht aus zwei bei einer Länge von etwa 3,5 Millimetern eiförmigen Hochblättern, beiderseits mit zwei bis drei Zähnen, jeder Blütenstand enthält nur aus ein bis drei Blüten. Im Inneren der Blütenhülle bildet Lagarosiphon major Gasblasen, durch die die lang gestielten Blüten zur Wasseroberfläche empor gehoben werden, um vom schwimmenden Pollen bestäubt zu werden, dieser Stiel kann etwa 15 Zentimeter Länge erreichen (ist die Wasseroberfläche dann nicht erreicht, stirbt er ab). Bei der ebenfalls rosafarbenen Blütenhülle sind die Kelchblätter etwas breiter als die Kronblätter, beide sind etwa 1,25 Millimeter lang. Es sind sterile Staminodien vorhanden. Auf dem Fruchtknoten sind drei rote Narben vorhanden.
Die Kapselfrucht ist bei einer Länge von 4 bis 5 Millimetern eiförmig und enthält etwa neun Samen. Die Samen sind bei einer Länge von etwa 2 Millimetern elliptisch.
Die Chromosomenzahl beträgt 2n = 22.

### Unterscheidung von ähnlichen Arten
Die Wechselblatt-Wasserpest ähnelt anderen Wasserpest-Arten der Gattungen Elodea und Egeria sowie der Grundnessel (Hydrilla verticillata). Typischerweise sind die Triebe größer als bei Elodea, aber kleiner als Egeria. Die Blätter stehen bei ihr wechselständig, manchmal beinahe wirtelig zu drei bis vier. Die Blätter von Elodea sitzen in dreizähligen Wirteln, diejenigen von Egeria und Hydrilla in vier- bis fünfzähligen. Die Blätter der Wechselblatt-Wasserpest sind steifer als diejenigen der verwandten Gattungen, sie behalten ihre Form, wenn der Trieb aus dem Wasser gehoben wird. Zudem sind die Blätter zur Triebspitze hin hier ähnlich gekrümmt wie die tiefer stehenden, bei den verwandten Gattungen sind diese aufrechter.

## Standorte

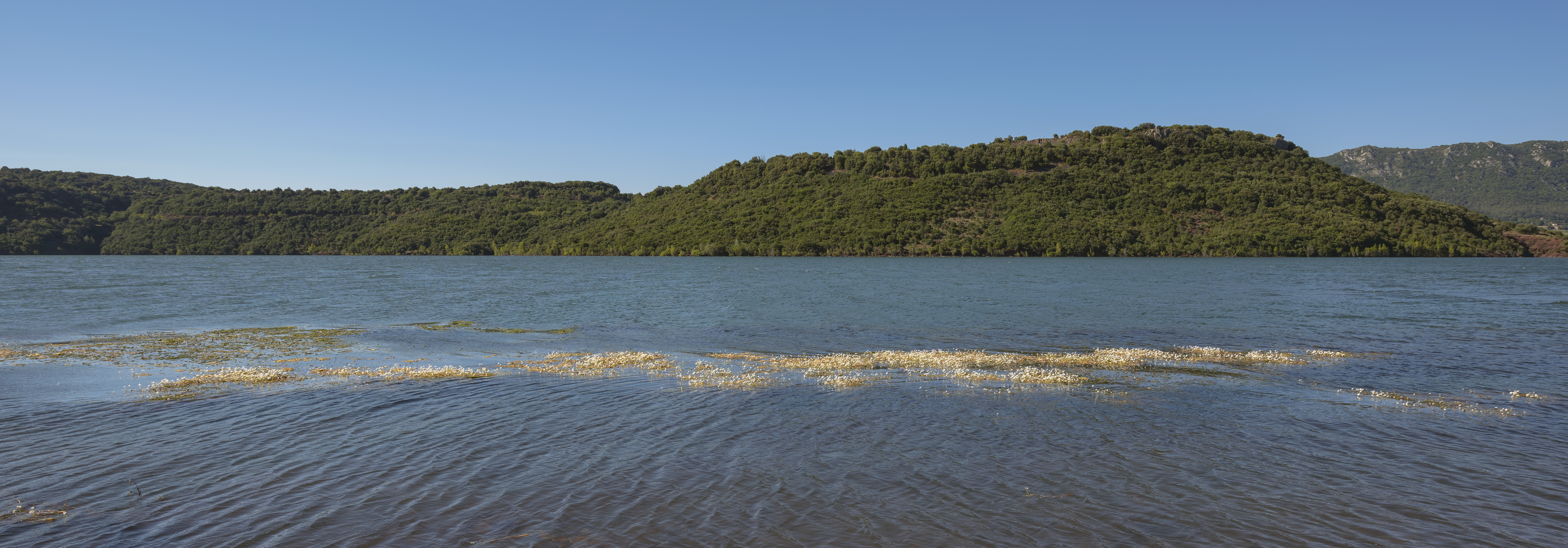
Lagarosiphon major – blühend im französischen See Salagou

Lagarosiphon major wächst in, meist relativ flachen, Binnengewässern. Bei Untersuchungen in Südafrika kommen sie dort meist in Gewässern mit einer Wassertiefe kleiner als 1,5 Meter, in Ufernähe, vor, wo sie sehr dichte Bestände aufbauen können. Sie kommen meist in stehenden Gewässern wie Reservoirs, Teichen und Tümpeln, aber auch in der Uferzone von Fließgewässern vor. Sie wachsen auch den Winter über weiter. Die durchschnittliche Wassertemperatur lag bei den untersuchten Gewässern bei etwa 22 °C (Maximum im Sommer: 29,1 °C). Die Gewässer sind basisch (pH-Werte über 8), relativ gut leitfähig (250 bis 330 µS), meist klar und sauerstoffreich. In Neuseeland wurde Lagarosiphon major bis in 6,5 Meter Wassertiefe, sowohl auf schlammigem wie auf sandigem Grund, auch in nährstoffarmen Gewässern, angetroffen. Sie gedeiht auch in Europa am besten in flachen, meist relativ nährstoffreichen, basischen Gewässern mit Sandgrund, verschwindet aber in stark eutrophierten Gewässern. Sie ist empfindlich gegenüber Windexposition und Wellengang und bevorzugt daher geschützte Standorte. Lagarosiphon major stirbt bei Frost ab, kann sich aber aus nicht durchgefrorenen, tieferen Wasser regenerieren.
Die ökologischen Zeigerwerte nach Landolt & al. 2010 sind in der Schweiz: Feuchtezahl F = 5u (unter Wasser), Lichtzahl L = 3 (halbschattig), Reaktionszahl R = 4 (neutral bis basisch), Temperaturzahl T = 5 (sehr warm-kollin), Nährstoffzahl N = 2 (mäßig nährstoffarm bis mäßig nährstoffreich), Kontinentalitätszahl K = 2 (subozeanisch).

## Verbreitung
Das natürliche Verbreitungsgebiet von Lagarosiphon major liegt im Südlichen Afrika: Es umfasst den Westen der Republik Südafrika, südlich und östlich bis in die Kapprovinz, in Oranje-Freistaat und Transvaal und den Westen Simbabwes. Lagarosiphon major war zeitweise eine populäre Aquarien- und Gartenteichpflanze, die über verschiedene Handelswege angeboten wurde, und wurde so fast weltweit verschleppt. Eingebürgerte, neophytische Vorkommen sind seit längerer Zeit vor allem aus Europa und aus Neuseeland bekannt.

### Vorkommen in Neuseeland und Australien
Lagarosiphon major wurde in Neuseeland im Freiland erstmals in den 1950er Jahren registriert. Bereits 1957 galt sie im See von Rotorua als schädlich. Seitdem hat sie sich fast im ganzen Land ausgebreitet, wobei seit etwa 1980 immer mehr Vorkommen auf der Südinsel bemerkt wurden. In einigen Fällen verdrängte sie die bereits vorher eingeschleppte Kanadische Wasserpest völlig aus den Gewässern. Die Art wurde anfangs, als Zierpflanze oder zur Wasserverbesserung durch Sportfischer, oft sogar absichtlich angesiedelt. 1982 wurde in Neuseeland der Handel mit Lagarosiphon major generell verboten. Dies führte zunächst allerdings sogar zu einer Verschlechterung, da viele Pflanzen illegal in natürliche Gewässer entsorgt worden sind. Obwohl in Australien drei kleine eingeschleppte Vorkommen bekannt geworden sind, hat sich die Art hier nicht dauerhaft etablieren können.

### Vorkommen in Europa
Lagarosiphon major ist in Europa weit verbreitet, gilt aber nur in Irland als wirklich invasive Art, die die lokale Biodiversität bedroht. Vorkommen gibt es außerdem in England (Erstnachweis 1944 in einem Kalksteinbruch bei Arlesey, Bedfordshire), Österreich, Schweiz, Deutschland, Belgien, Frankreich und Italien.

### Vorkommen in Deutschland
Der Erstnachweis der Wechselblättrigen Wasserpest in Deutschland war bereits 1966.
Status in Deutschland: Die Art ist etabliert in Deutschland. Gehäufte Vorkommen liegen in dicht besiedelten Gebieten, unter anderem in Binnengewässern in Einzugsgebieten der Isar in Bayern und des Rheins in Nordrhein-Westfalen und Rheinland-Pfalz. Einzelne Vorkommen darüber hinaus in Binnengewässern der Einzugsgebiete der Vechte in Nordrhein-Westfalen; Elbe in Sachsen-Anhalt; Werra in Hessen; Oder (Juesse) in Niedersachsen.

## Ausbreitungspfade
Die Wechselblättrige Wasserpest breitet sich außerhalb ihrer Heimat im Südlichen Afrika ausschließlich vegetativ aus. Abgerissene Sprossbruchstücke, die Knospen enthalten, werden im Wasser verdriftet. Sie können monatelang lebensfähig bleiben und sie bei Bodenkontakt neu adventiv bewurzeln.
Absichtliche Pfade:
Einführung: Aquaristik, Teiche und Botanische Gärten
Unabsichtliche Pfade:
Ausbringung: Aquaristik (unsachgerechte Entsorgung von Aquarien- und Teichpflanzen).
Ausbreitung: Verschleppung durch Fischerei- und Angelzubehör, in oder an Geräten / Maschinen / Ausrüstung, durch Biovektoren (z. B. Entenvögel); Verdriftung entlang von Fließgewässern und Kanälen mit Erreichen neuer Flusseinzugsgebiete. Ausbreitung entlang der Flüsse und Kanäle wahrscheinlich. Ausbreitung in andere Still- oder nicht zusammenhängende Fließgewässer unwahrscheinlich und nur mit Hilfe von (Bio-)Vektoren möglich.

## Bekämpfung

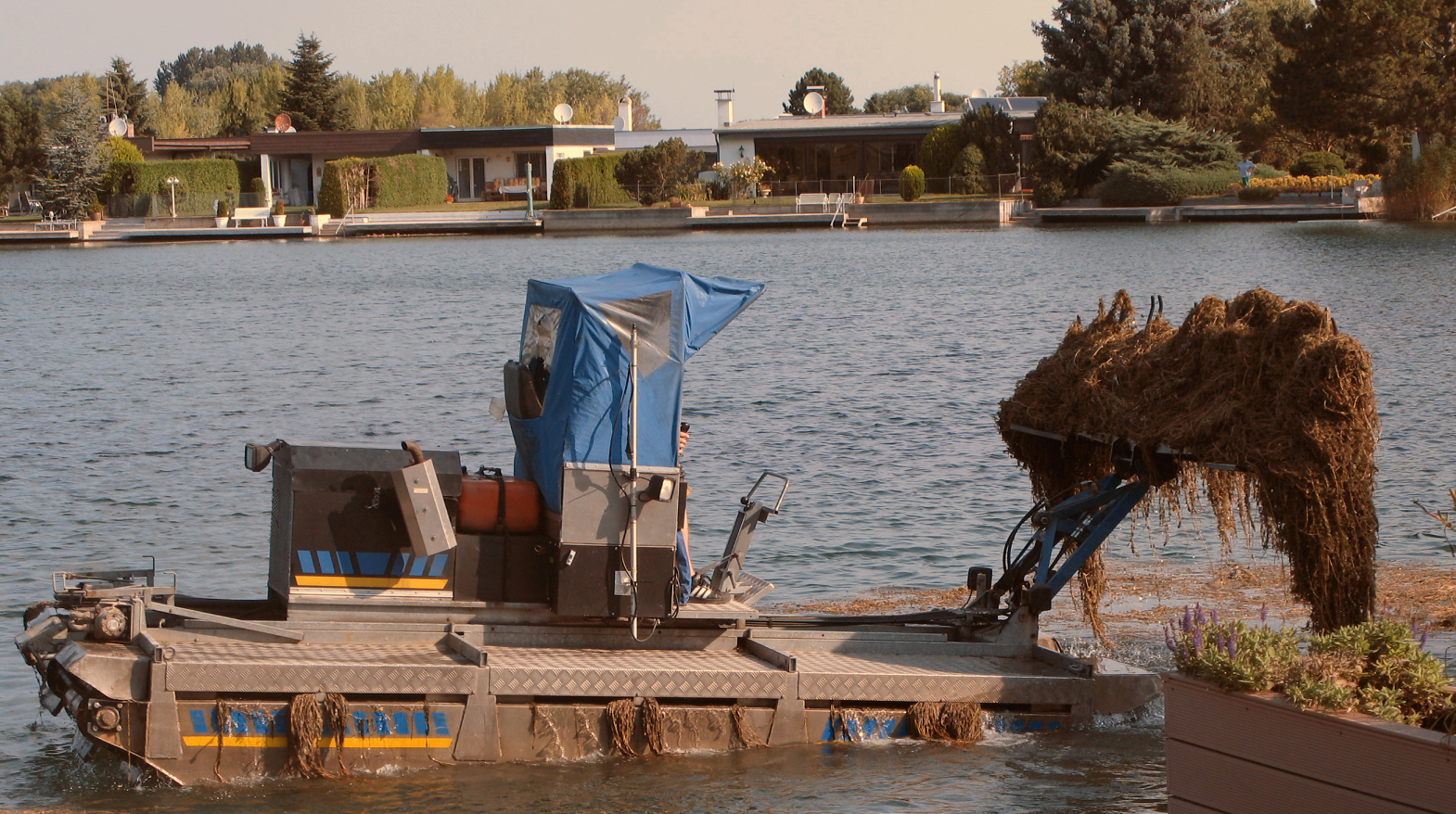
Ein Mähboot beim Aufsammeln von abgeschnittenen Makrophyten.

Lagarosiphon major wird, als unerwünschter, invasiver Neophyt in viele Regionen bekämpft. Durch die Aufnahme in die Liste invasiver gebietsfremder Arten von unionsweiter Bedeutung sind die europäischen Behörden verpflichtet, die Verbreitung der Art zu erfassen und Managementpläne für ihr Gebiet aufzustellen. Bekämpfung mittels Herbiziden ist zwar möglich, aufgrund von deren Umweltauswirkungen aber in den meisten Ländern untersagt. Oft wird, mit wechselndem Erfolg, eine mechanische Bekämpfung durch Mähen oder Ausreißen versucht. Mähen kann durch einzeln verdriftete Sprossstücke die Ausbreitung der Pflanze sogar fördern. In Irland wird von guten Erfolgen durch Abdecken mit Geweben aus Jute berichtet.
Die Möglichkeiten einer biologischen Bekämpfung der Art werden wissenschaftlich untersucht. Vor einer Freisetzung potenziell effektiver Feinde muss allerdings deren Lebensweise und Ausbreitungspotenzial extrem sorgfältig überprüft werden, da in einigen Fällen zu diesem Zweck eingeführte Arten letztlich schlimmere ökologische und ökonomische Probleme verursacht haben als die Arten, zu deren Bekämpfung sie gedacht waren. Bei einer Untersuchung im natürlichen Lebensraum in Südafrika wurden eine Reihe pflanzenfressender Insekten auf Lagarosiphon gefunden (ein Rüsselkäfer der Gattung Bagous, zwei Schmetterlingsraupen von Arten der Acentropinae (Nymphulinae), zwei minierende Fliegenarten), deren vielversprechendste später als eine neue Art Hydrellia lagarosiphon (Familie der Salzfliegen oder Ephydridae) identifiziert wurde.

## Systematik
Die Erstbeschreibung erfolgte im Jahr 1886 durch den britischen Botaniker Henry Nicholas Ridley als Varietät Lagarosiphon muscoides var. major Ridl. der Art Lagarosiphon muscoides Harvey. Den Artrang Lagarosiphon major (Ridl.) Moss hat sie 1928 durch Charles Edward Moss (in einem Artikel des südafrikanischen Biologen Vincent A. Wagner) erhalten. Ein Synonym für Lagarosiphon major (Ridl.) Moss ist Lagarosiphon crispus Rendle. Davon abgeleitet, war diese Pflanzenart lange Zeit unter dem Gärtnernamen „Elodea crispa“ oder „Anacharis crispa“ im Gartenhandel verbreitet.
Die Gattung Lagarosiphon umfasst neun Arten, die alle im südlichen Afrika (unter Einschluss der Insel Madagaskar) verbreitet sind. Lagarosiphon bildet mit einer Reihe verwandter Gattungen (darunter auch Egeria) die Unterfamilie Anacharidoideae innerhalb der Froschbissgewächse (Hydrocharitaceae), diese Position wurde auch durch molekulargenetische Analysen (Phylogenomik) unterstützt.